# Эбер, Пауль
Пауль Эбер (нем. Paul Eber; 1511—1569) — немецкий протестантский богослов, ректор Виттенбергского университета.

## Биография
Пауль Эбер родился 8 ноября 1511 года в баварском городке Китцинген. Отец его был бедным портным, но, видя выдающиеся способности сына, послал его в школу в Ансбах. Дальнейшие его занятия шли под руководством Иоахима Камерарии Старшего в Нюрнберге. 
В 1532 году Эбер прихал в Виттенберг, где подружился с Мартином Лютером и Филиппом Меланхтоном. Занимал в Виттенбергском университете должности профессора латинской грамматики и богословия, декана философского факультета и ректора.
В 1559 году Пауль Эбер был назначен суперинтендентом саксонского курфюршества. После смерти Меланхтона он был признанным главой лютеран. Ему приходилось выступать как против католиков, так и против крайних протестантов. В своем учении он старался занять среднее место между Лютером и Жаном Кальвином и, твердо устанавливая основные догматы протестантизма, подробности системы предоставлял свободной совести каждого верующего.
В последние годы П. Эбер вместе с Георгом Майером был занят переводом на латинский язык Библии для курфюрста саксонского Августа. Они положили в основание лютеровский перевод и сообразно с ним изменяли текст Вульгаты.
Наиболее известные труды Эбера: «Historia populi Judaici a reditu ex Babylonico exilio usque ad ultimum excidium Jerosolymae etc.» (Виттенберг, 1548); «De vita et scriptis C. Plinii etc.» (Виттенберг, 1556); «Pia et in verbo Dei fundata assertio, declaratio et confessio de sacratissima Coena Domini nostri Jesu Christi» (1562—63; это сочинение вышло одновременно и на немецком языке). Он написал также 6 религиозных гимнов. Сочинения его собраны в VIII-м томе коллекции «Leben und ausgewählte Schriften der Väter und Begründer der reformirten Kirche».
Пауль Эбер умер 10 декабря 1569 года в городе Виттенберге.